# 訃報 2000年8月
訃報 2000年8月（ふほう 2000ねん8がつ）では、2000年（平成12年）8月中に物故した、又は物故が報じられた人物についてまとめる。

## （1日 - 15日）

アレック・ギネス／8月5日没

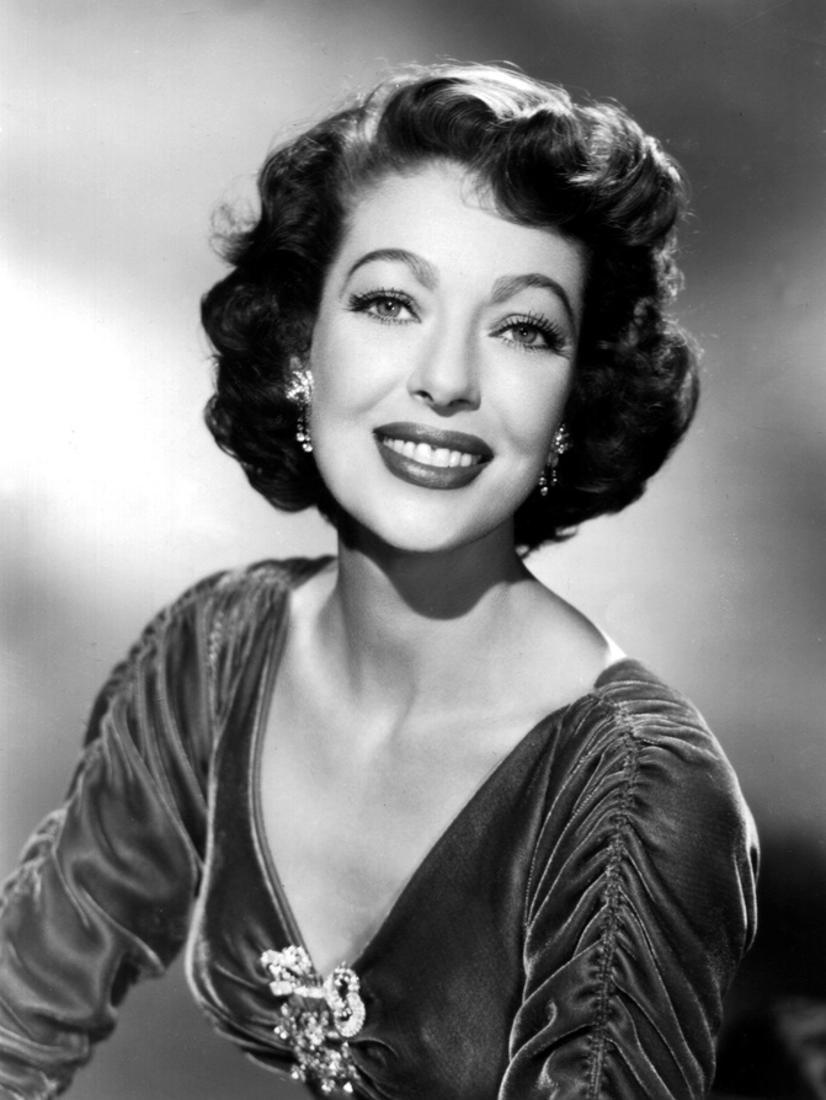
ロレッタ・ヤング／8月12日没

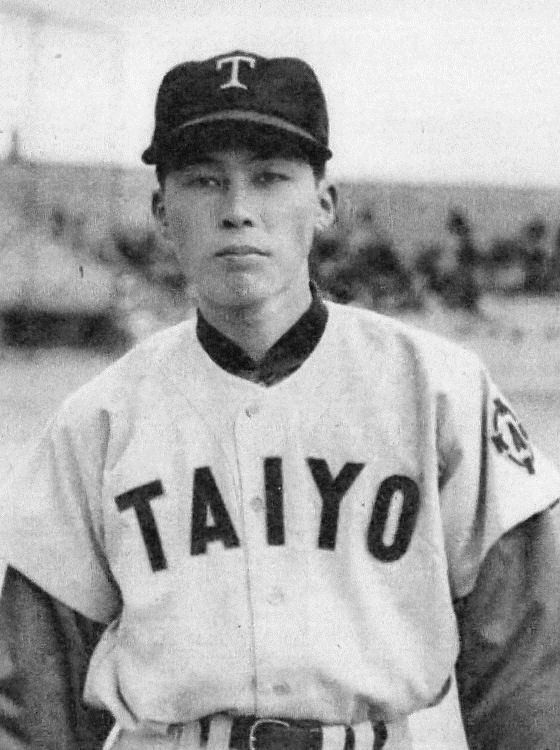
秋山登／8月12日没

- 8月3日 - マッスル北村、ボディビルダー・タレント（* 1960年）
- 8月5日 - アレック・ギネス、俳優（* 1914年）
- 8月6日 - 宮川毅、ジャーナリスト、翻訳家（* 1925年）
- 8月6日 - 谷村昌彦、俳優（* 1927年）
- 8月12日 - ロレッタ・ヤング、女優（* 1913年）
- 8月12日 - 高木盛久、陸軍少尉、日本テレビ放送網最高顧問（* 1918年）
- 8月12日 - 秋山登、プロ野球選手（* 1934年）
- 8月14日 - 今西正男、声優（* 1931年）
- 8月14日 - 小笠原弘親、政治学者（* 1939年）
- 8月15日 - 本郷淳、俳優（* 1932年）

## （16日 - 31日）

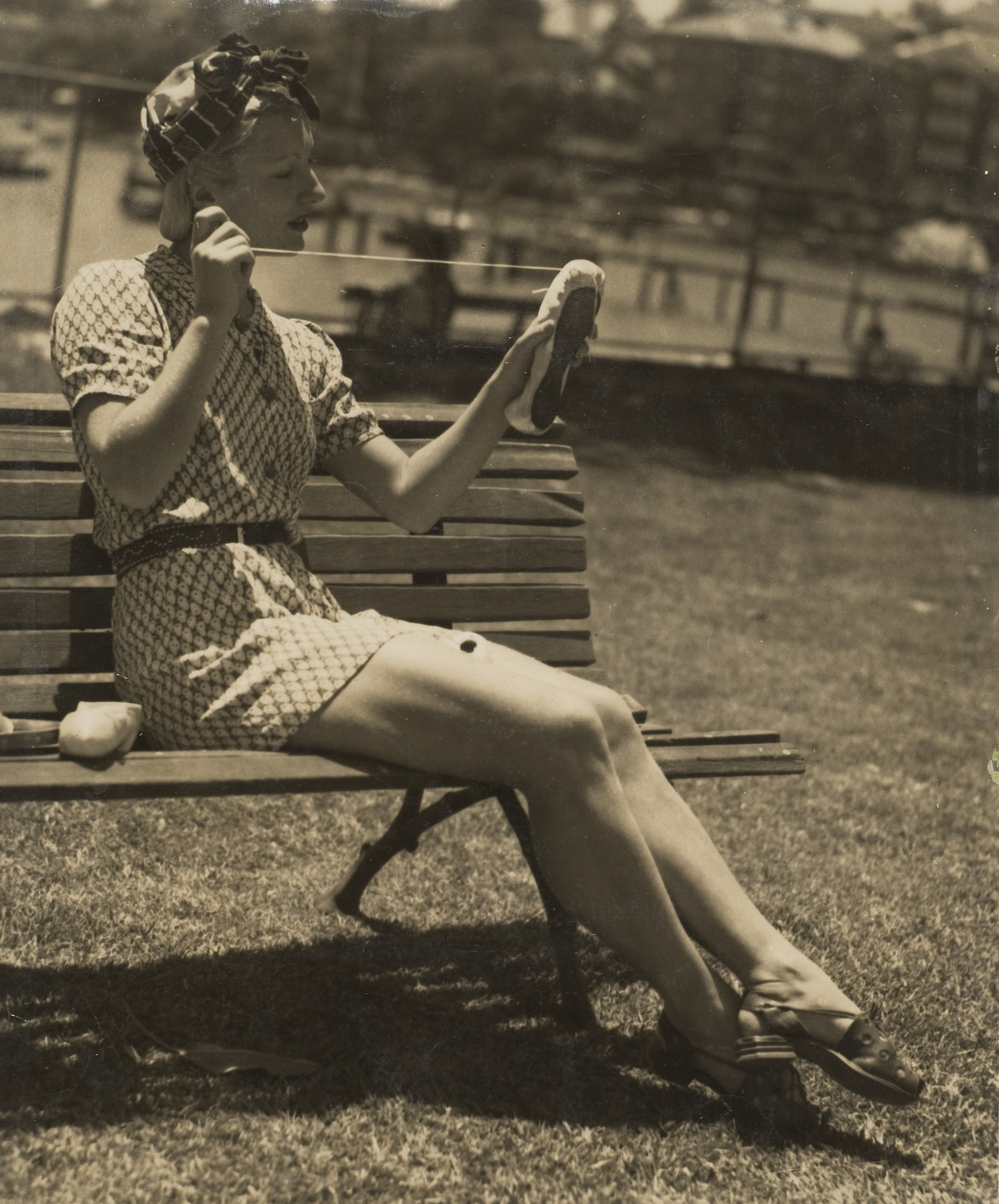
タチアナ・リアブーシンスカ／8月24日没

- 8月17日 - E・H・エリック、タレント（* 1929年）
- 8月24日 - タチアナ・リアブーシンスカ、バレエダンサー（* 1916年または1917年）
- 8月24日 - アンディ・フグ、格闘家（* 1964年）
- 8月31日 - ルシール・フレッチャー、脚本家・作家（* 1912年）
- 8月31日 - 石黒正男、俳優（* 1938年）